# Куртален
Куртален (фр. Courtalain) насеље је и општина у централној Француској у региону Центар (регион), у департману Ер и Лоар која припада префектури Шатоден.
По подацима из 2011. године у општини је живело 625 становника, а густина насељености је износила 253,04 становника/km². Општина се простире на површини од 2,47 km². Налази се на средњој надморској висини од 152 метара (максималној 160 m, а минималној 130 m).

## Демографија
| 1962. | 1968. | 1975. | 1982. | 1990. | 1999. | 2011. |
| ----- | ----- | ----- | ----- | ----- | ----- | ----- |
| 465   | 533   | 534   | 593   | 583   | 558   | 625   |

График промене броја становника у току последњих година